# Szilágyi József (mérnök)
Szilágyi József (Magyaró, 1960. március 8.) erdélyi magyar mérnök, mezőgazdasági és műszaki szakíró.

## Életútja, munkássága
Középiskoláit Szászrégenben, a 2. sz. Elméleti Líceumban végezte (1979), a kolozsvári Politechnikai Intézet Mechanika Karán szerzett főiskolai diplomát (1985), majd a Gödöllői Agrártudományi Egyetem Gépészmérnöki Karán doktorált (1996).
Előbb a csíkszeredai Traktorgyárban dolgozott mint tervezőmérnök (1985–87), majd tanári pályára lépett, s a Székely Károly Szakközépiskolában (1987–2001) tanított, közben (1987–91) a brassói Műszaki Egyetem csíkszeredai esti tagozatán, illetve a gödöllői Agrártudományi Egyetem csíkszeredai távoktatási tagozatán (1991–95) is előadott mint óraadó. 2001-től a Sapientia EMTE csíkszeredai karán egyetemi adjunktus, 2001–2004 között tanszékvezető-helyettes, 2004–2007 között dékánhelyettes.
Első szaktanulmányát 1996-ban a gödöllői Mezőgazdasági Technika c. folyóiratban közölte. További szaktanulmányai, részben társszerzőkkel, a IX. Nemzetközi Vegyészkonferencia (Kolozsvár, 2003); a The fifth International World Energy System Conference (Nagyvárad, 2004); A Kárpát-medence ásványvizei. Tudományos Konferencia (II. Csíkszereda, 2004; III. Csíkszereda,  2006) c. kötetekben jelentek meg.

## Önálló (részben társszerzős) kötetei
- Román–magyar műszaki szótár (Csíkszereda 2002);
- Mezőgazdasági termékek áruismerete (Mészáros Sándorral, Kolozsvár, 2002);
- Áruismeret (Fazakas Józseffel és Fosztó Mónikával, uo. 2004);
- Mechanika és szilárdságtan (Kolozsvár, 2005);
- Román–magyar műszaki szótár (bővített kiad. Miklós Csabával, Kolozsvár, 2007);
- Magyar–román műszaki szótár (Miklós Csabával, Kolozsvár, 2007).

## Társfordítója több szakközépiskolai műszaki tankönyvnek
- Elektromechanika (IX. oszt. Petru Ioan Gârbeával és Miklós Csabával, Bukarest, 2006);
- Elektromechanika (X. oszt. Petru Ioan Gârbeával és Miklós Csabával, Bukarest, 2006);
- Mezőgépészet (X. oszt. Nagy Dezsővel és Vass Józseffel, Bukarest, 2006); *Motorszerelés (X. oszt. Bányász Lászlóval, Bukarest, 2006);
- Fémszerkezeti lakatosmunkák (X. oszt, Bukarest, 2006);
- Kötő-varró munkás tankönyve (X. oszt. Hitter Margittal és Kertész-Kalmár Enikővel, Bukarest, 2006);
- Mezőgazdasági géptan (X. oszt. Nagy Dezsővel és Vass Józseffel, Bukarest,  2006);
- Építészet. Gyakorlati felkészítés (IX. oszt. Nagy Annamáriával, Bukarest,  2006).